# 奧斯特羅夫諾湖 (涅韋爾區)
56°08′13″N 29°41′41″E / 56.13694°N 29.69472°E
奧斯特羅夫諾湖（俄语：Островно），是俄羅斯的湖泊，位於該國西北部，由普斯科夫州負責管轄，處於涅韋爾區，面積1.4平方公里，集水區面積137平方公里，平均水深3.1米，最大水深6.8米。